# Into the Electric Castle
Into the Electric Castle jest dwupłytowym albumem utrzymanym w konwencji metalu progresywnego wydanym w 1998 przez holenderskiego multiinstrumentalistę Arjena Lucassena. Jest to trzeci album wydany pod szyldem Ayreon.

## Lista utworów

### CD 1
1. Welcome to the New Dimension - 3:05
2. Isis and Osiris – 11:11
  1. Let the Journey Begin
  2. The Hall of Isis and Osiris
  3. Strange Constellations
  4. Reprise
3. Amazing Flight – 10:15
  1. Amazing Flight in Space
  2. Stardance
  3. Flying Colours
4. Time Beyond Time – 6:05
5. The Decision Tree (We're Alive) – 6:24
6. Tunnel of Light – 4:05
7. Across the Rainbow Bridge – 6:20

### CD 2
1. The Garden of Emotions – 9:40
  1. In the Garden of Emotions
  2. Voices in the Sky
  3. The Aggression Factor
2. Valley of the Queens – 2:25
3. The Castle Hall - 5:49
4. Tower of Hope – 4:54
5. Cosmic Fusion – 7:27
  1. I Soar on the Breeze
  2. Death’s Grunt
  3. The Passing of an Eagle
6. The Mirror Maze – 6:34
  1. Inside the Mirror Maze
  2. Through the Mirror
7. Evil Devolution – 6:31
8. The Two Gates – 6:38
9. "Forever" of the Stars – 2:02
10. Another Time, Another Space – 5:20

## Twórcy

### Wokal
- Edwin Balogh (ex-Omega)
- Sharon den Adel (Within Temptation)
- Jay van Feggelen (ex-Bodine)
- Fish (ex-Marillion)
- Anneke van Giersbergen (Agua De Annique, ex-The Gathering)
- Arjen Lucassen
- Edward Reekers (ex-Kayak)
- Damian Wilson (ex-Rick Wakeman, Threshold, Landmarq)
- Robert Westerholt (Within Temptation)
- George Oosthoek (ex-Orphanage)
- Peter Daltrey (ex-Kaleidoscope)

### Instrumenty
- Roland Bakker – organy Hammonda
- Taco Kooistra – wiolonczela
- Arjen Lucassen – gitara, mandolina, gitara basowa, minimoog, melotron, keyboard
- Rene Merkelbach – syntezatorowe solówki w utworach 5 (CD 1) i 7 (CD 2)
- Clive Nolan (Arena) – syntezatorowe solówki w utworach 3 (część III) (CD 1)
- Ernő Oláh – skrzypce
- Jack Pisters – sitar
- Ton Scherpenzeel (Kayak) – syntezatorowe solówki w utworach 5 (część III) (CD 2)
- Robby Valentine – klawiszowe solówki w utworach: 2 (część I) i 3 (część I) z CD1 oraz 4 z CD2
- Thijs van Leer (Focus) – flet w utworach: 3 (część III) i 4 (CD 1) oraz 2 i 3 (CD 2)
- Ed Warby (Gorefest) – perkusja

### Technicznie
- Arjen Lucassen – producent
- Oscar Holleman – inżynier dźwięku
- Jef Bertels – projektant okładki